# Kościół Narodzenia Najświętszej Maryi Panny w Chełmnie nad Nerem
Kościół Narodzenia Najświętszej Maryi Panny w Chełmnie nad Nerem – rzymskokatolicki kościół parafialny należący do parafii pod tym samym wezwaniem (dekanat kolski diecezji włocławskiej).

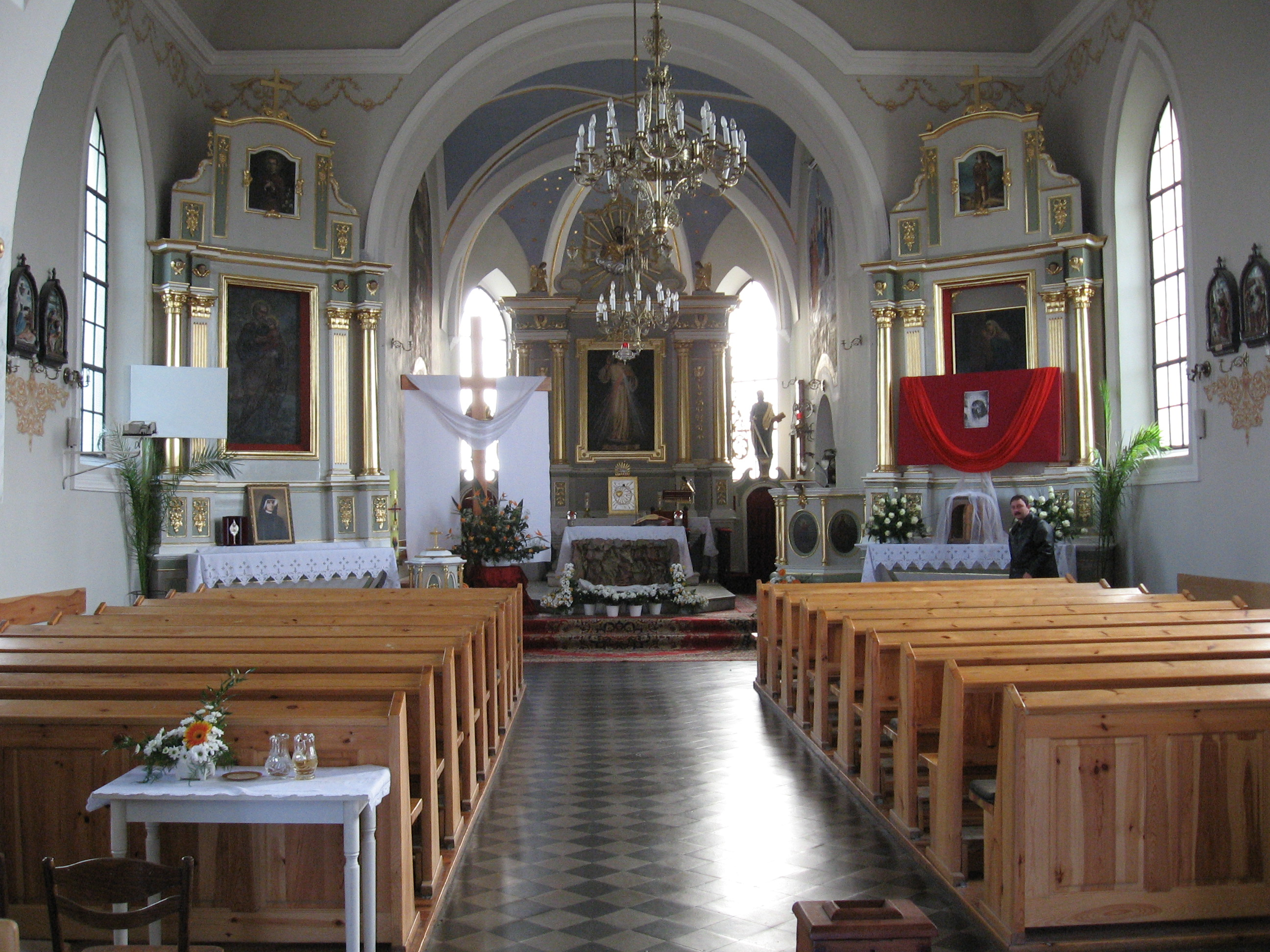
Wnętrze świątyni

Obecna murowana świątynia została wzniesiona w stylu neogotyckim w 1875 roku, natomiast konsekrowana została w 1887 roku.
Budowla została zaprojektowana przez inżyniera powiatowego Ignacego Miłobędzkiego, ojca Tadeusza Miłobędzkiego, profesora chemii, który w latach 1920–1921 pełnił funkcję rektora SGGW w Warszawie. W ołtarzu głównym są umieszczone: obraz Matki Boskiej Częstochowskiej a także rzeźby Świętych Apostołów Piotra i Pawła. Na początku lat 90. XX wieku gruntownie zostało przebudowane prezbiterium kościoła. W latach 1944–1945 w świątyni znajdowała się „stacja obnażenia”. Ludność żydowska była ograbiana z bagaży i odzieży, następnie była ładowana do samochodów – komór gazowych; fakt ten został upamiętniony pomnikiem przy świątyni.